# Susan Zuccotti
Susan Zuccotti (geboren 14. November 1940 in Brooklyn) ist eine US-amerikanische Historikerin.

## Leben
Susan Sessions heiratete den New Yorker Immobilienentwickler John Zuccotti (1937–2015). Zuccotti studierte Geschichte und wurde an der Columbia University in moderner europäischer Geschichte promoviert. Ihr Forschungsschwerpunkt ist die italienische Geschichte im Zweiten Weltkrieg und der Holocaust. Sie nahm Lehraufträge am Barnard College und Trinity College wahr. Zuccottis Bücher wurden mit dem National Jewish Book Award ausgezeichnet. Sie erhielt 1987 den italienischen Premio Acqui Storia – primo lavoro für L’Olocausto in Italia und 2002 den „Sybil Halpern Milton Memorial Prize“ der German Studies Association für das Buch Under His Very Windows.
Zuccotti forschte insbesondere zur Deportation der römischen Juden und kam im Jahr 2000 in ihrer Forschungsarbeit Under His Very Windows zu einer äußerst kritischen Einschätzung der Haltung des Papstes Pius XII. Ihre Beiträge wurden vom Vatikan und einigen Historikern heftig zurückgewiesen. Auf die nun vorgebrachten Beweise einer aktiven Rettungstätigkeit Pius’ XII. ging sie nochmals im Jahr 2004 in einem Aufsatz in Holocaust and Genocide Studies ein und kam – im Unterschied zu Andrea Riccardi – erneut zu dem Ergebnis that no papal directive was issued to save Jews in Italy (deutsch: „Es gab keine päpstliche Order zur Rettung von Juden in Italien.“). Zuccotti veröffentlichte 2013 ein Buch über den Kapuziner und Judenretter Père Marie-Benoît.

## Schriften (Auswahl)
- Père Marie-Benoît and Jewish rescue: how a French priest together with Jewish friends saved thousands during the Holocaust. Bloomington: Indiana University Press, 2013
- Holocaust Odysseys: The Jews of Saint-Martin-Vésubie and Their Flight Through France and Italy. New Haven: Yale University Press, 2007, ISBN 978-0-300-12294-7
- Pius XII and the Rescue of Jews in Italy: Evidence of Papal Directive? In: Joshua D. Zimmerman (Hrsg.): Jews in Italy under Fascist and Nazi Rule. Cambridge: Cambridge Press/NY, 2005, S. 287–307. Das Buch enthält eine Kurzbiografie auf S. XIX.
- Two popes and the Holocaust: an examination of the controversy. Burlington, VT: The Center for Holocaust Studies at the University of Vermont, 2005
- Under his very windows: the Vatican and the Holocaust in Italy. New Haven-London: Yale University Press, 2000
- The Italian Racial Laws, 1938–1943: a Reevaluation, in: Jonathan Frankel (Hrsg.): The Fate of the European Jews 1939–1945. Oxford : Oxford University Press, 1997, ISBN 0-19-511931-2, S. 133–152
- The Holocaust, the French, and the Jews. Lincoln: University of Nebraska Press, 1993
- The Italians and the Holocaust: persecution, rescue and survival. London: Halban, 1987, ISBN 1-870015-03-7
- The wartime experience and politicization: workers and peasants in the province of Milan, 1915–1918. Dissertation Columbia University, 1979